# Gabrielle Daleman
Gabrielle Daleman (* 13. Januar 1998 in Toronto, Ontario) ist eine kanadische Eiskunstläuferin, die im Einzellauf startet.
Daleman errang bei der Weltmeisterschaft 2017 mit Bronze ihre erste Medaille bei Weltmeisterschaften. Bei den Olympischen Spielen 2018 gewann sie im Teamwettbewerb mit Team Kanada die Goldmedaille.

## Ergebnisse
| Meisterschaft / Jahr            | 2013  | 2014  | 2015  | 2016  | 2017  | 2018  |
| ------------------------------- | ----- | ----- | ----- | ----- | ----- | ----- |
| Olympische Winterspiele         |       | 17.   |       |       |       | 15.   |
| Weltmeisterschaften             |       | 13.   | 21.   | 9.    | 3.    | 7.    |
| Vier-Kontinente-Meisterschaften |       |       | 7.    | Z     | 2.    |       |
| Juniorenweltmeisterschaften     | 6.    |       |       |       |       |       |
| Kanadische Meisterschaften      | 2.    | 2.    | 1.    | 2.    | 2.    | 1.    |
| Teamwettbewerb / Jahr           | 2013  | 2014  | 2015  | 2016  | 2017  | 2018  |
| Olympische Winterspiele         |       |       |       |       |       | 1.    |
| World Team Trophy               | 2.    |       | 4.    |       | 4.    |       |
| –                               |       |       |       |       |       |       |
| Grand-Prix-Wettbewerb / Saison  | 12/13 | 13/14 | 14/15 | 15/16 | 16/17 | 17/18 |
| Grand-Prix-Finale               |       |       |       |       |       |       |
| Skate America                   |       |       |       |       | 4.    | 6.    |
| Skate Canada                    |       |       |       | 5.    |       |       |
| NHK Trophy                      |       |       | 6.    |       |       |       |
| Cup of China                    |       |       | 5.    |       |       | 6.    |
| Trophée de France               |       |       |       | 6.    | 4.    |       |